# Ihar Makarau
Ihar Makarau (20 de julho de 1979) é um judoca bielorrusso.
Foi campeão olímpico nos Jogos Olímpicos de 2004 em Atenas